# Ikarie XB-1
Ikarie XB-1 és una pel·lícula de ciència-ficció txecoslovaca de 1963 dirigida per Jindřich Polák. Es basa lliurement en la novel·la Obłok Magellana, del Stanisław Lem. La pel·lícula es va estrenar als Estats Units, editada i doblada a l'anglès, sota el títol Voyage to the End of the Universe.

## Argument
L'any 2163, la nau espacial Ikarie XB-1 (Ikarus XB-1) és enviada al misteriós "Planeta Blanc" orbitant l'estrella Alpha Centauri. Viatjant a velocitat propera a la llum, el viatge triga uns 28 mesos per als astronautes, tot i que els efectes de la relativitat fan que a la Terra hagin passat 15 anys quan arribin al seu destí. Durant el vol, la tripulació multinacional de 40 membres s'ha d'adaptar a la vida a l'espai, a més d'enfrontar-se a diversos perills que es troben, inclosa una nau espacial abandonada del segle XX armada amb armes nuclears, una "estrella fosca" radioactiva i mortal. la crisi mental d'un dels tripulants, que amenaça amb destruir la nau espacial.

## Repartiment
- Zdeněk Štěpánek com a comandant Vladimir Abayev
- Radovan Lukavský com a segon al comandament MacDonald
- Dana Medřická com a socióloga Nina Kirová
- František Smolík com el matemàtic Anthony Hopkins
- Jiří Vršťala com el pilot Erik Svenson
- Otto Lackovič com a coordinador Michal

## Producció
Tot i que mostra una certa influència d'empreses estatunidenques anteriors, com ara Forbidden Planet (1956), la pel·lícula també va ser influent per dret propi: els crítics han observat una sèrie de similituds entre Ikarie XB-1 i la pel·lícula de Stanley Kubrick 2001: una odissea de l'espai (1968) i es creu que han estat una de les moltes pel·lícules de gènere "espai" que Kubrick va projectar mentre investigava 2001.
La pel·lícula infantil de 1963 Clown Ferdinand und die Rakete, de la sèrie de televisió sobre Klaun Ferdinand dirigida per Jindřich Polák, es va produir utilitzant els accessoris de Ikarie XB-1.

## La versió en anglès
Ikarie XB-1 és més coneguda internacionalment a través d'una versió editada i doblada a l'anglès que va rebre una estrena limitada als Estats Units el 1964 per American International Pictures. La versió AIP també es va projectar ocasionalment a la televisió als EUA i altres països en diversos moments durant els anys següents, però, a part de la seva projecció a Trieste, la versió original txeca poques vegades es va veure fora de  Txecoslovàquia fins al seu llançament en DVD el 2005.
AIP va fer nombroses modificacions per a la versió en anglès de la pel·lícula, que va retitular Voyage to the End of the Universe. Es van retallar gairebé deu minuts de metratge, els noms del repartiment i del personal dels crèdits inicials es van anglicar i la destinació del vaixell va passar a anomenar-se "The Green Planet".
Tanmateix, el canvi més gran va ser el retall de l'escena final per part d'AIP, que va crear un final completament diferent de l'original. A la versió txeca, a mesura que l' Ikarie s'acosta a la seva destinació, la seva pantalla mostra els núvols al voltant del Planeta Blanc que es separen per revelar una superfície del planeta densament poblada i industrialitzada. Per a la versió anglesa, AIP va eliminar els últims segons i va substituir imatges aèries d'emmagatzematge de la vista del sud de Manhattan i l'Estàtua de la Llibertat. Segons un crític, Glenn Erickson, les edicions i els canvis de guió d'AIP tenien la intenció de crear un final "sorpresa" enganyós, revelant que l' "Ikarie" i la seva tripulació provenen d'un món alienígena i que el "planeta verd" està de fet a la Terra.

## Recepció
Ikarie XB-1 va ser un èxit al Festival de Cinema de Ciència-Ficció de Trieste de 1963, on va guanyar el premi principal.
En una retrospectiva de BFI Southbank sobre la pel·lícula de ciència-ficció soviètica, el director britànic Alex Cox va elogiar Ikarie XB-1 qualificant-la de "bella i austera" i "segueix sent una de les ciències més originals i emocionants pel·lícules de ficció mai fetes." Cine Outsider la va anomenar "un drama apassionant, entretingut i basat en personatges".
L'autor Trace Reddell va escriure al seu llibre "la pel·lícula és, de fet, un exemple premonitori de la maduració del gènere. (...) Ikarie XB1 està pensat per ser una tarifa sofisticada per a espectadors adults, una plataforma seriosa per a un conjunt complex i crític de històries entrellaçades sobre els diferents membres de la tripulació a bord de l'Ikarie XB1."
S'afirma que Ikarie XB-1 va ser una de les inspiracions per a Stanley Kubrick durant el seu treball a 2001: una odissea de l'espai.

## Llançament
L'any 2005, Filmexport Home Video va llançar un DVD de la versió txeca original de la pel·lícula amb subtítols en anglès i presentada amb una relació d'aspecte de pantalla panoràmica anamòrfica de 2,35:1 en Panavision. El DVD incloïa crèdits inicials de la versió estatunidenca i dues escenes com a material addicional per mostrar les diferències.
Es va seleccionar una nova versió 4k restaurada digitalment per Národní filmový archiv per a la seva projecció com a part de la secció de Cannes Classics al 69è Festival Internacional de Cinema de Canes. L'any 2017, la Filmoteca Txeca de Praga va publicar una edició restaurada digitalment en DVD i Blu-ray, amb subtítols en txec, anglès i francès.